# Glacier du Col de Miage
Pour les articles homonymes, voir Miage.
Le glacier du Col de Miage est un petit glacier d'Italie situé dans le massif du Mont-Blanc, en amont du glacier du Miage, juste sous le col de Miage qui marque la frontière avec la France.